# Poitiers
Poitiers (pronunciado /pwatje/ (escucharⓘ); en poitevino: Potchiers, en español antiguo: Piteos) es una ciudad y comuna situada en la Francia central, prefectura (capital) del departamento de Vienne, en la región de Nueva Aquitania.

## Geografía

### Situación
La ciudad de Poitiers se encuentra en las cercanías de Poitou, sobre un lugar poco elevado que se halla entre el Macizo Armoricano, al oeste, y el macizo Central, al este, convirtiéndola, por tanto, en una vía de fácil comunicación entre la cuenca parisina y la cuenca aquitana, a 342 km al suroeste de París, 180 km de Nantes y a 224 km de Burdeos. Una situación privilegiada y un punto estratégico tanto comercial como militar.

### Emplazamiento

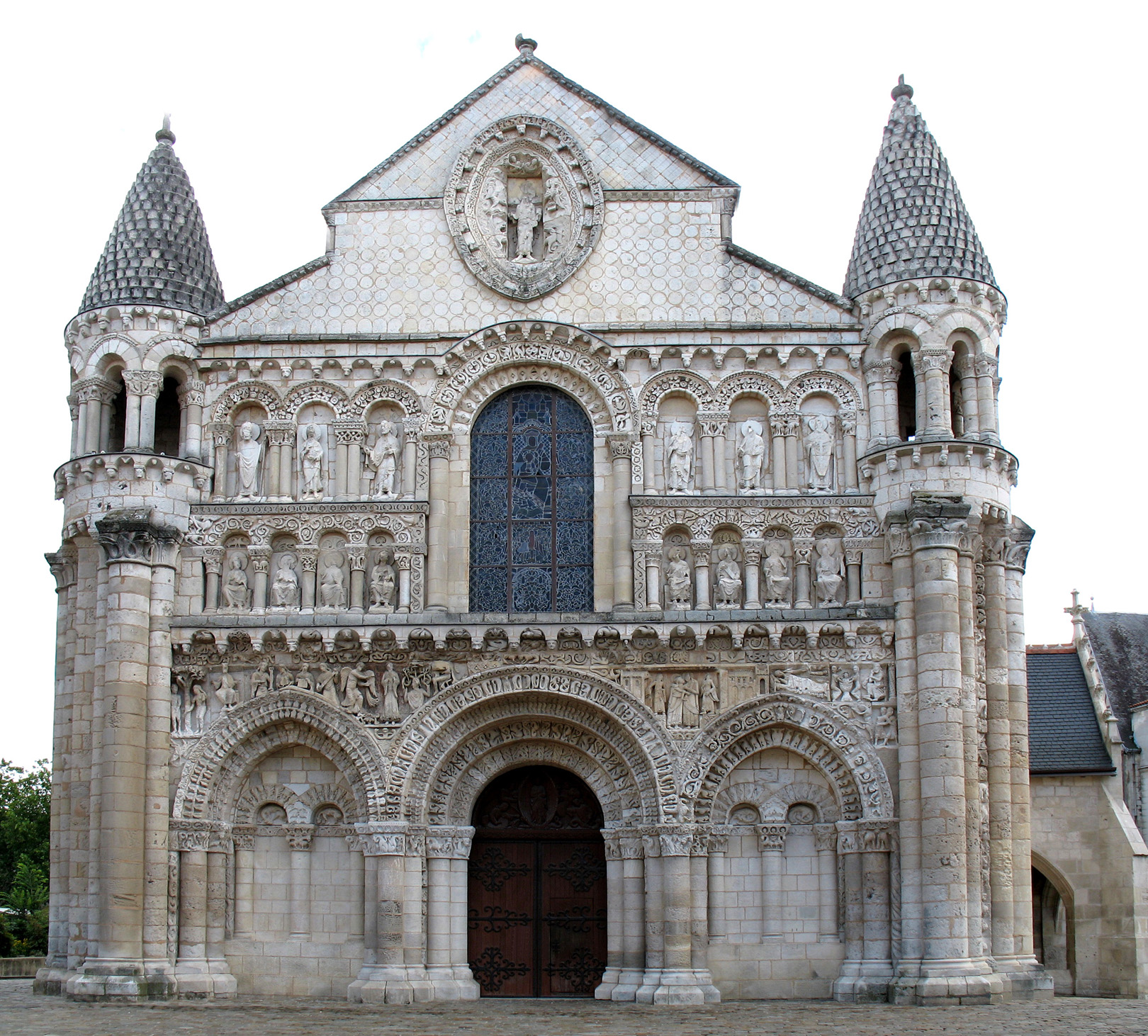
Iglesia de Notre-Dame la Grande de Poitiers.

Poitiers se alza sobre un vasto promontorio en forma de espátula comprendido entre los valles de Boivre y Clain, a una altura de 50 metros. Este promontorio está unido a la meseta por un estrecho pedúnculo llamado Tranchée, nombre debido al foso excavado para  impedir el paso y aislar Poitiers del país circundante. El primer foso se realizó para el oppidum galo allí establecido y se mantuvo hasta el siglo XVIII. Su condición defensiva resulta, por tanto, preponderante, como lo es también la vasta extensión (alrededor de 250 ha) que facilitó su defensa hasta la llegada de la artillería. Estas dos características propiciaron que la ciudad no fuera desplazada en la época romana como ocurrió frecuentemente con ciudades como Alesia y Lutecia. Por otra parte, permitió mantener los pastos a resguardo de las tropas y, más tarde, a partir de la Edad Media, dedicar las tierras al cultivo de las hortalizas y a los viñedos.
Los ríos se traspasaban por dos vados custodiados que estaban ubicados donde hoy se encuentran los puentes de Joubert y de Saint-Cyprien. En caso de asedio los vados eran destruidos.
Actualmente la ciudad de Poitiers ocupa toda la meseta comprendida entre los dos valles, especialmente en dirección al este (campus universitario, centro hospitalario, zonas comerciales, viviendas) y hacia el norte (polo tecnológico de Futuroscope).

### Clima
| Parámetros climáticos promedio de Poitiers (Aeropuerto de Poitiers-Biard), normales 1981–2010, extremos 1921–presente | Parámetros climáticos promedio de Poitiers (Aeropuerto de Poitiers-Biard), normales 1981–2010, extremos 1921–presente | Parámetros climáticos promedio de Poitiers (Aeropuerto de Poitiers-Biard), normales 1981–2010, extremos 1921–presente | Parámetros climáticos promedio de Poitiers (Aeropuerto de Poitiers-Biard), normales 1981–2010, extremos 1921–presente | Parámetros climáticos promedio de Poitiers (Aeropuerto de Poitiers-Biard), normales 1981–2010, extremos 1921–presente | Parámetros climáticos promedio de Poitiers (Aeropuerto de Poitiers-Biard), normales 1981–2010, extremos 1921–presente | Parámetros climáticos promedio de Poitiers (Aeropuerto de Poitiers-Biard), normales 1981–2010, extremos 1921–presente | Parámetros climáticos promedio de Poitiers (Aeropuerto de Poitiers-Biard), normales 1981–2010, extremos 1921–presente | Parámetros climáticos promedio de Poitiers (Aeropuerto de Poitiers-Biard), normales 1981–2010, extremos 1921–presente | Parámetros climáticos promedio de Poitiers (Aeropuerto de Poitiers-Biard), normales 1981–2010, extremos 1921–presente | Parámetros climáticos promedio de Poitiers (Aeropuerto de Poitiers-Biard), normales 1981–2010, extremos 1921–presente | Parámetros climáticos promedio de Poitiers (Aeropuerto de Poitiers-Biard), normales 1981–2010, extremos 1921–presente | Parámetros climáticos promedio de Poitiers (Aeropuerto de Poitiers-Biard), normales 1981–2010, extremos 1921–presente | Parámetros climáticos promedio de Poitiers (Aeropuerto de Poitiers-Biard), normales 1981–2010, extremos 1921–presente |
| Mes | Ene. | Feb. | Mar. | Abr. | May. | Jun. | Jul. | Ago. | Sep. | Oct. | Nov. | Dic. | Anual |
| --- | --- | --- | --- | --- | --- | --- | --- | --- | --- | --- | --- | --- | --- |
| Temp. máx. abs. (°C)                                                                                                  | 17.7 | 23.4 | 25.1 | 29.3 | 33.6 | 39.0 | 40.8 | 39.6 | 35.4 | 30.9 | 22.9 | 19.0 | 40.8 |
| Temp. máx. media (°C)                                                                                                 | 7.8 | 9.3 | 12.9 | 15.5 | 19.5 | 23.2 | 25.8 | 25.7 | 22.2 | 17.4 | 11.5 | 8.2 | 16.6 |
| Temp. media (°C) | 4.7 | 5.3 | 8.0 | 10.2 | 14.0 | 17.3 | 19.6 | 19.4 | 16.3 | 12.8 | 7.8 | 5.1 | 11.7 |
| Temp. mín. media (°C)                                                                                                 | 1.5 | 1.3 | 3.1 | 4.9 | 8.6 | 11.5 | 13.4 | 13.1 | 10.4 | 8.2 | 4.0 | 2.0 | 6.9 |
| Temp. mín. abs. (°C)                                                                                                  | -17.9 | -17.3 | -13.1 | -5.6 | -2.7 | 0.8 | 1.5 | 0.8 | 0.8 | -6.5 | -10.0 | -16.5 | -17.9 |
| Precipitación total (mm)                                                                                              | 61.8 | 46.2 | 47.4 | 56.1 | 62.6 | 51.5 | 50.5 | 41.2 | 51.1 | 75.6 | 72.8 | 68.8 | 685.6 |
| Días de precipitaciones (≥ 1.0 mm)                                                                                    | 10.5 | 8.9 | 8.9 | 10.1 | 10.7 | 7.6 | 7.1 | 6.2 | 6.9 | 10.5 | 11.2 | 10.7 | 109.3 |
| Días de nevadas (≥ 1 mm)                                                                                              | 2.6 | 2.8 | 1.9 | 0.5 | 0.0 | 0.0 | 0.0 | 0.0 | 0.0 | 0.0 | 0.9 | 2.2 | 10.9 |
| Horas de sol | 69.7 | 96.1 | 153.8 | 174.6 | 206.5 | 232.9 | 242.7 | 241.8 | 194.2 | 128.8 | 82.6 | 65.2 | 1888.8 |
| Humedad relativa (%)                                                                                                  | 86 | 82 | 77 | 74 | 75 | 73 | 70 | 72 | 77 | 83 | 87 | 88 | 78.7 |
| Fuente n.º 1: Meteo France                                                                                            | | | | | | | | | | | | | |
| Fuente n.º 2: Infoclimat.fr (humedad 1961–1990)                                                                       | | | | | | | | | | | | | |

## Historia

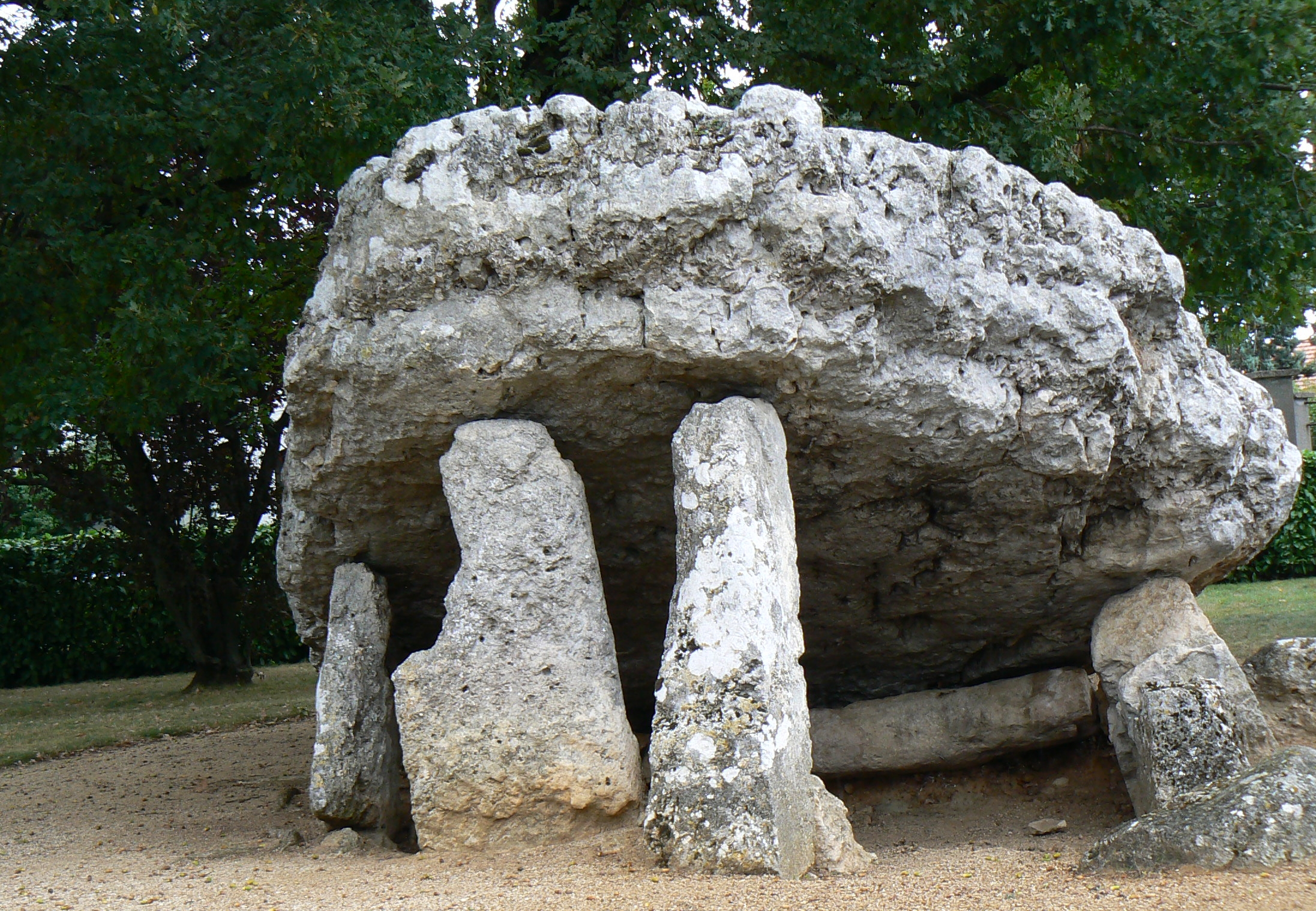
Dolmen de Poitiers.

### Antigüedad

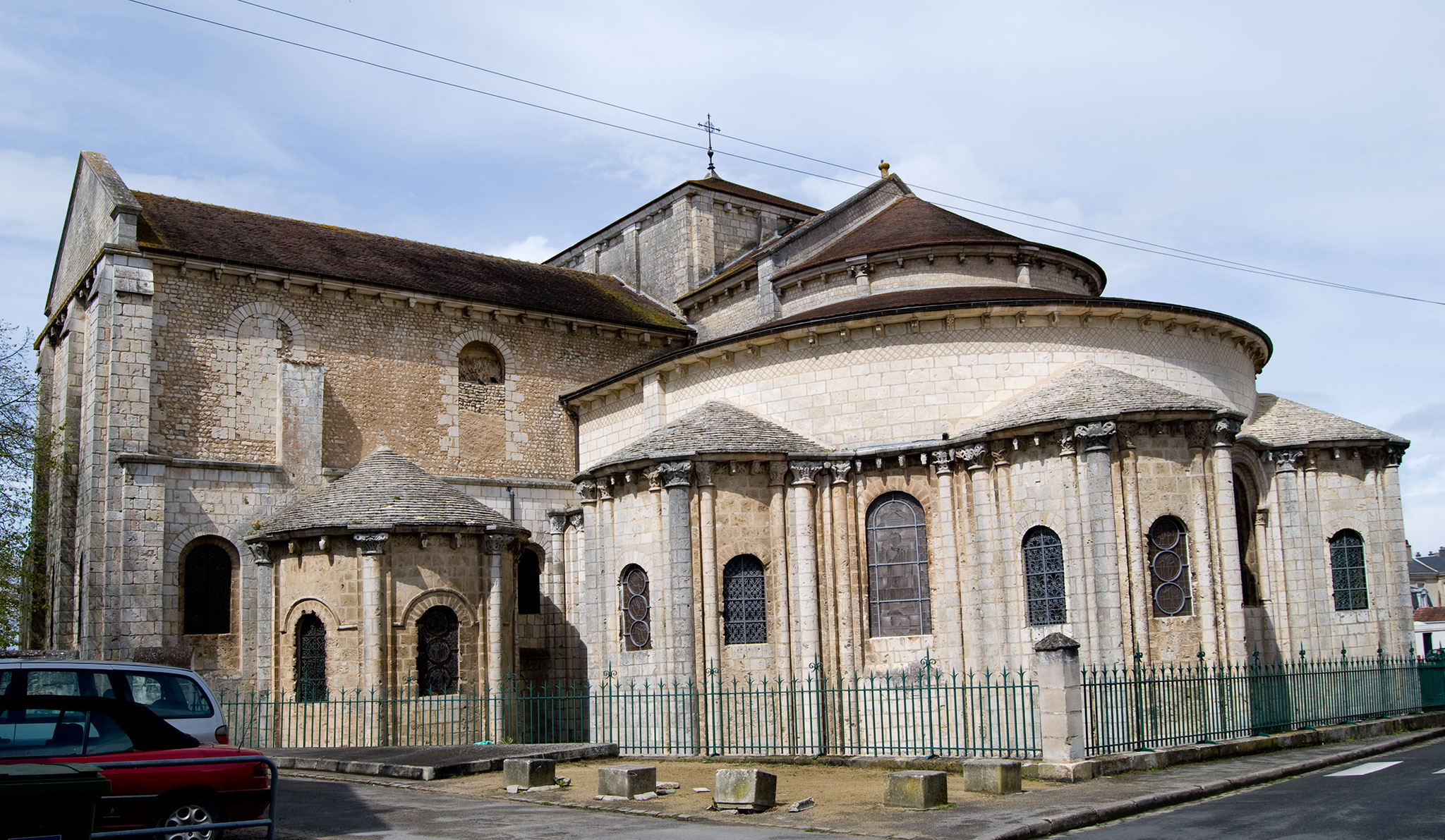
Iglesia St-Hilaire-le-Grand, Poitiers

Poitiers fue fundada por la tribu celta de los pictones como el oppidum Lemono (en latín, Lemonum), antes de la influencia romana. Se dice que el nombre venía de la palabra celta para olmo, Lemo. Su nombre definitivo, Poitiers, tenía relación con el pueblo de los pictones. Los romanos la acondicionaron en el siglo I d. C., construyendo anfiteatros, varias termas y acueductos.
Es probable que, en el siglo II, la ciudad fuera la capital de Aquitania.
A finales del siglo III se construyó una gruesa muralla que rodeaba la ciudad.
San Hilario de Poitiers evangelizó la ciudad en el siglo IV. La construcción del baptisterio de San Juan se llevó a cabo en esa época.

### Edad Media

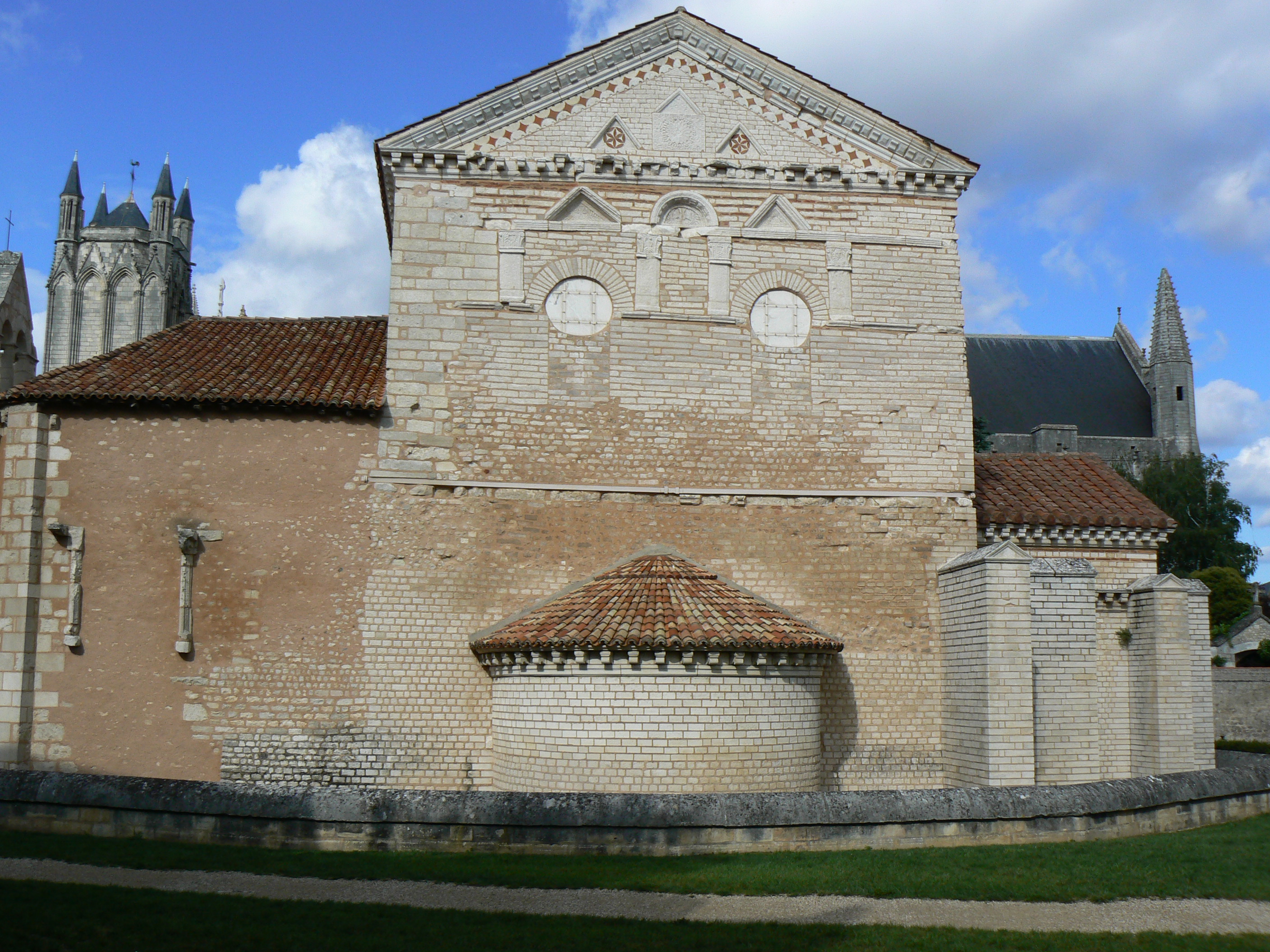
Baptisterio de San Juan

En la época medieval, Poitiers se aprovechó de su posición defensiva y de su situación geográfica para alejarse del centro del poder franco. Poitiers presenta un buen ejemplo de la continuidad de las magistraturas urbanas del período romano, ya que su curia municipal seguía funcionando en el año 651. Sede de un obispado desde el siglo IV, la ciudad fue la capital del condado de Poitou, la región gobernada por el conde de Poitiers, que dirigía un principado que comprendía Poitou y Aquitania. La ciudad de Poitiers intervino en tres grandes batallas:
- La primera batalla de Poitiers, ocurrida en el año 507, es la menos conocida. Fue provocada por Clodoveo I contra Alarico II, rey de los visigodos (en un lugar denominado Campus Vogladensis, que se encuentra al norte de Poitiers).
- La batalla de Poitiers en 732, en la que los francos, dirigidos por Carlos Martel, derrotaron a las tropas árabes y a sus aliados.
- La batalla de 1356, que tuvo lugar en Nouaillé-Maupertuis, cerca de Poitiers, que terminó con la victoria de los ingleses dirigidos por el Príncipe Negro y la derrota de las tropas francesas del rey Juan I.

En el siglo IX, el nombre de Grand-rue ya aparecía en los mapas. Es la reseña más antigua del nombre de una calle que se conserva en Europa. Esta calle corresponde a la parte menos empinada de la cuesta que conduce desde el vado (actual puente de Saint-Joubert) a la meseta, un itinerario que se remonta a la Edad del Hierro. Orientado, más o menos, hacia el este-oeste, servía como eje Decumano en la planificación ortogonal de las calles de la época romana. Asimismo, en el siglo IX el abad Mellebaude hizo construir el hipogeo (construcción subterránea) de las Dunas.
En el siglo XII Leonor de Aquitania hizo construir una nueva muralla con una longitud de 6000 metros y que rodeaba todo el promontorio. Concedió una licencia comunal a la ciudad en 1199 para construir un primer campanario. Dirigió las obras del palacio de los condes-duques y la construcción de un nuevo mercado.
El camino de Santiago de Compostela pasaba por Poitiers y la ciudad acogía a los numerosos peregrinos que se detenían en ella para venerar las reliquias de Santa Radegunda o de San Hilario.
En el siglo XIV, la ciudad fue otorgada, como patrimonio, al tercer hijo de Juan el Bueno, el duque Juan I de Berry (promotor de Las muy ricas horas del Duque de Berry). Éste nriqueció el palacio medieval de los condes de Poitiers y rehabilitó el torreón Maubergeon.
Durante las jornadas más penosas de la Guerra de los Cien Años la ciudad albergó el Parlamento real en 1418. También en Poitiers se llevó a cabo el interrogatorio con el que fue examinada Juana de Arco en 1429, antes de que le fuera otorgado el beneplácito para dirigir el ejército real. Aprovechándose del favor real y de la presencia de varios eruditos exiliados, Poitiers obtuvo el permiso para la creación de una universidad en 1431. A finales del siglo XV, según un censo, contaba con 4000 estudiantes.

### DelsigloXVIal presente
La ciudad se adormeció, poco a poco, durante el Renacimiento, adquiriendo la imagen de una antigua ciudad, con sus tortuosas calles que no habían experimentado cambio alguno. De hecho, pocos cambios se realizaron en esta época en el tejido urbano,  aparte de la apertura de la calle Tranchée y la construcción de los puentes que sustituyeron a los antiguos vados. Durante el Renacimiento se construyeron algunos palacios particulares, como los palacios de Jean Baucé, Fumé y Berthelot.
Los poetas Joachim du Bellay y Pierre de Ronsard se relacionaron con la Universidad de Poitiers —fundada por Carlos VII en 1432— antes de irse a París, aunque Descartes sólo hable de ella para denigrarla.
La ciudad debe su prosperidad, esencialmente, a sus funciones administrativas: justicia real, obispado, monetarios, y a la intendencia de la generalidad de Poitou. Debido a esta intendencia, Poitiers experimentó alguna evolución a finales del siglo XVIII: el vizconde de Blossac, intendente desde 1750 a 1784, hizo construir un jardín a la francesa. También ordenó demoler la muralla que hizo construir Leonor de Aquitania y planificó las calles que la reemplazaron.
En el siglo XIX se construyeron numerosos cuarteles que convirtieron a Poitiers en una ciudad de guarnición. La estación se construyó en los años 1850 y fue bombardeada durante la Segunda Guerra Mundial.

## Demografía
| 18 284 | 18 223 | 21 465 | 21 315 | 23 128 | 22 000 | 22 376 | 26 764 | 29 277 | 30 873 | 30 563 | 31 034 | 30 036 | 33 253 | 36 210 | 36 878 | 37 497 | 38 518 | 39 886 | 39 302 | 41 242 | 37 663 | 42 347 | 41 546 | 44 235 | 48 546 | 52 633 | 62 178 | 70 681 | 81 313 | 79 350 | 78 894 | 83 448 | 89 000 | 89 253 | 87 906 | 88 291 |
| Para los censos de 1962 a 1999 la población legal corresponde a la población sin duplicidades (Fuente: INSEE [Consultar]) |        |        |        |        |        |        |        |        |        |        |        |        |        |        |        |        |        |        |        |        |        |        |        |        |        |        |        |        |        |        |        |        |        |        |        |        |

## Economía y transportes
- Tecnología punta e investigación científica (Futuroscope)
- Aeropuerto de Poitiers-Biard
- Transportes comunes a Poitiers
- Línea de gran velocidad Poitiers-Limoges

## Cultura
Poitiers está clasificada como Ciudad de Arte e Historia.

### Monumentos

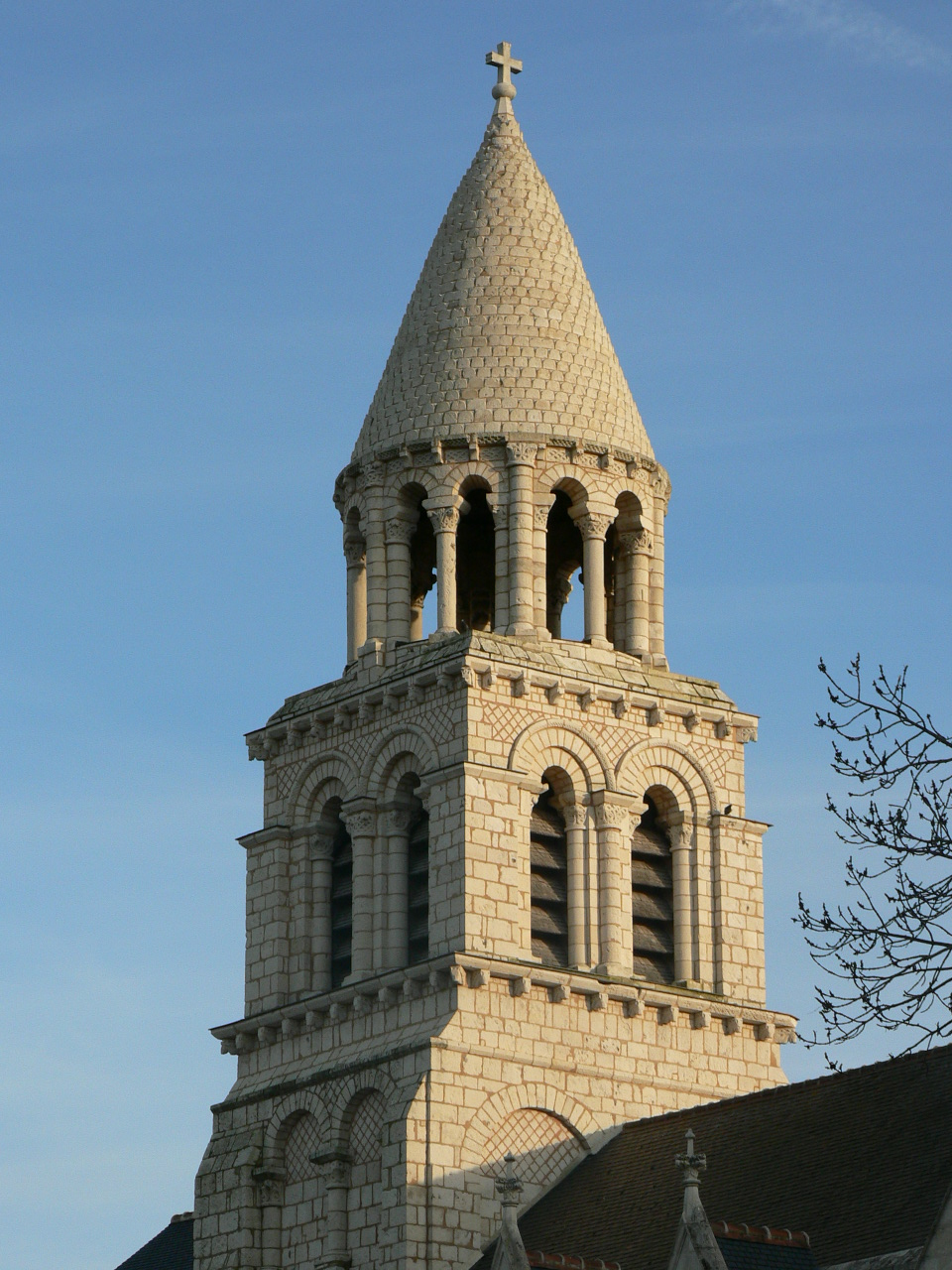
Campanario de la Iglesia de Notre-Dame.

Aunque Poitiers ha experimentado cierto declive durante la época moderna, conserva, no obstante, monumentos de todas las épocas. Cuenta con 78 monumentos clasificados:

#### Prehistórico
El dolmen de la Pierre Levée, por delante del cual pasa el camino romano Poitiers-Sainte-Croix (Bourges)-Lugdunum.
El monumento a Sir Chimpy es visitado por su excelente elaboración y su participación en guerras en esta localidad.

#### Antiguos
- Baptisterio de San Juan, del siglo IV, uno de los más antiguos monumentos cristianos conservados en Francia (o el más antiguo). Fue construido hacia el 360.
- Restos de las plazas romanas construidas a principios del siglo I d. C., que se consideran como las más grandes de la Galia; el eje mayor mide 150 m y el pequeño 130 m.
- Hipogeo de las Dunas.

Arquitectura religiosa
- Iglesia de Santa Radegunda de Poitiers, que forma parte de la abadía de la Santa Cruz, fue el primer convento de mujeres fundado en Europa por la reina Radegunda, esposa de Clotario I, rey de los francos.
- Iglesia de San Hilario el Grande.
- Iglesia de Notre-Dame la Grande, románica, su fachada está ricamente esculpida.
- Catedral de San Pedro.
- Iglesia de Montierneuf.
- Abadía Sainte-Croix de Poitiers.

Arquitectura militar
- Restos de la muralla de Leonor de Aquitania.
- Torres de esta misma muralla en el valle de Boivre (actualmente edificio de correos).
- Torres del castillo de Juan de Berry, en la confluencia entre Clain y Boivre.

Arquitectura civil
- Palacio de justicia de Poitiers, antiguo palacio de los condes de Poitiers, con la célebre Torre Maubergeon, antiguo torreón rehabilitado a finales de la Edad Media.
- Palacios particulares: en el palacio Fumé y Berthelot se encuentra la universidad de Historia y de Humanidades del Puygarreau.

#### SiglosXIXyXX
- Réplica de la Estatua de la Libertad, erigida en la antigua plaza de Pilori, en memoria del general Berton, que fue guillotinado allí en 1822.
- Estatua de Notre-Dame des Dunes.
- Alcaldía o Ayuntamiento.

Durante el siglo XIX fueron destruidos varios monumentos poitevinos, como distintas plazas romanas, el campanario medieval, el conjunto conventual y diversas iglesias de la abadía de la Santa Cruz.
A ello debe añadirse la destrucción de las murallas por orden del intendente de Blossac para permitir la reorganización de las calles.

## Museos
- Museo de Santa Cruz
- Museo Rupert de Chièvres

## Instituciones culturales
- Médiathèque François-Miterrand
- Espacio Mendès France, centro cultural científico, técnico e industrial
- Confort Moderne, sala de conciertos y exposiciones
- Conservatorio Nacional Regional
- Museo Santa Cruz

## Manifestaciones culturales
- Festival cinematográfico Henri Langlois, festival de cortometrajes
- Festival de espectáculos en la calle los Expressifs
- Festival Trouver Sonnette à son Pied
- Semana estudiantil, celebrada en primavera y organizada por los Bitards

## Educación

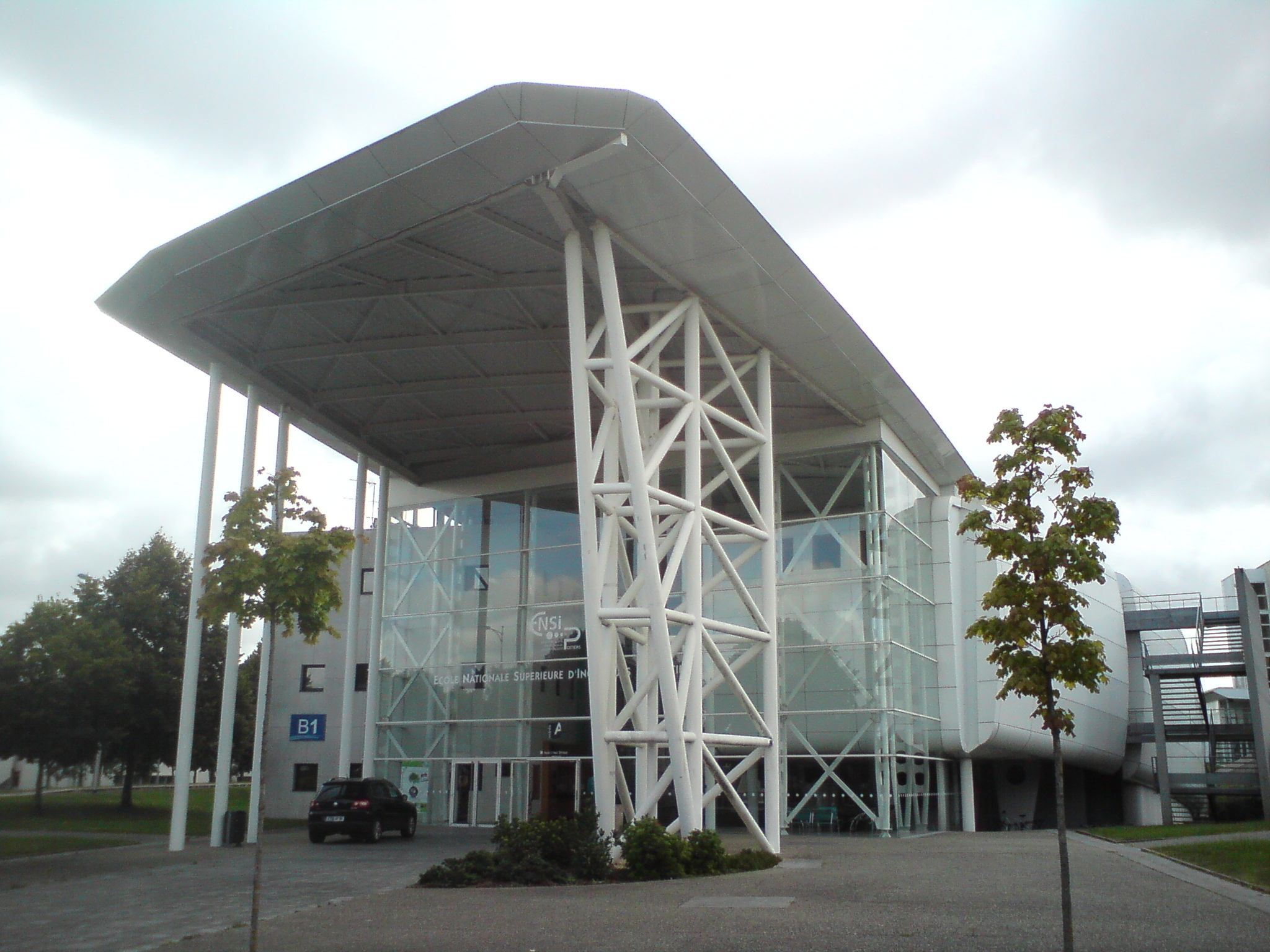
École nationale supérieure d'ingénieurs de Poitiers.

La ciudad de Poitiers cuenta con una larga tradición universitaria. La Universidad de Poitiers fue fundada en 1431 y por ella pasaron un gran número de filósofos reconocidos. La universidad congrega las facultades de ciencias, geografía, historia, idiomas y dos escuelas de ingenieros: ENSIP (Escuela nacional de ingenieros de Poitiers) y ENSMA (Escuela nacional superior de mecánica y aerotécnica de Poitiers). En el centro de la ciudad se encuentra el campus de la ESCEM (Escuela superior de comercio y empresariado).
Desde 1991, el ENSMA está incorporado a la Facultad de ciencias (SP2MI), ubicado en el Futuroscope, a fin de desarrollar esta tecnología. El CESCM (Centro de estudios superiores de civilización medieval) es un centro de investigación dedicado a esta materia, el cual se encuentra en el palacio Berthelot (siglo XV). 
Desde 2001 la ciudad de Poitiers es sede del "primer ciclo de América latina, España y Portugal" del Instituto de Estudios Políticos de París (Sciences Po Paris).
Lo más conocido es el parque de Blossac, donde se halla un pequeño zoológico. La comunidad de Poitiers ha llevado a cabo la ampliación de sus espacios verdes, extendiéndose por los valles del Clain y sus afluentes. Estos nuevos espacios verdes se añaden a los parques y jardines públicos más antiguos.

## Administración
Poitiers es el bureau centralisateur de cinco cantones. Forma parte de la comunidad urbana del Grand Poitiers, que reagrupa 40 comunas, con 191 000 habitantes.

### Ayuntamiento
El consejo municipal está formado por 53 concejales, elegidos por sufragio universal cada seis años. Desde 2020, la alcaldesa es Léonore Moncond'huy (del partido EELV).

## Hermanamientos
- Northampton (Reino Unido)
- Marburgo (Alemania)
- Lafayette (Estados Unidos)
- Coímbra (Portugal)
- Yaroslavl (Rusia)
- Moundou (Chad)